# Волковыский, Лев Израилевич
Лев Изра́илевич Волковы́ский (18 марта 1913 года, Белосток — 5 мая 1992 года, Ташкент) — советский математик, доктор физико-математических наук (1948). Профессор Львовского университета (1948—1954), профессор, создатель и заведующий кафедрой теории функций Молотовского (Пермского) университета (1955—1965), профессор, заведующий кафедрой высшей математики Ташкентского университета (1965—1992).

## Биография
Родился 18 марта 1913 года в Белостоке.
С 1931 по 1940 годы работал ассистентом, а затем преподавателем в Вечернем химико-технологическом институте, Москва; ФОН при МММИ, г. Москва; МИХИ, г. Москва; механико-математический факультет МГУ.
В 1935 году окончил Московский государственный пединститут. После окончания аспирантуры в НИИ математики МГУ в 1937 году защитил кандидатскую диссертацию. Ученик М. А. Лаврентьева.
С 1940 по 1944 год — доцент кафедры математики Томского пединститута, c 1945 по 1947 год — старший консультант по математике в ЭНИН АН СССР, Москва.
В 1947 году окончил докторантуру при Математическом институте им. В. А. Стеклова и в 1948 году защитил докторскую диссертацию. Доктор физико-математических наук с 19.11.1948, утверждён в звании профессора в мае 1949 года.
С 1947 по 1951 год — старший научный сотрудник Львовского филиала АН УССР. С 1948 года — доцент, затем профессор, заведующий кафедрой теории функций и теории вероятностей Львовского госуниверситета. С 1954 года — профессор, заведующий кафедрой высшей математики Львовского пединститута.
С сентября 1955 года по 1965 год — профессор, создатель и заведующий кафедрой теории функций Молотовского (Пермского) госуниверситета и по совместительству — профессор Молотовского (Пермского) пединститута.
С 1965 года и до конца жизни Л. И. Волковыский работал профессором кафедры теории функций Ташкентского государственного университета. Умер 5 мая 1992 года.

## Семья
- Жена — Рауза Салаховна Волковыская.
  - Сын — Керим Волковыcкий (род. 1947) — советский и швейцарский математик, поэт[5]; дочь Диляра[6].

## Память
Стипендия имени профессора Л. И. Волковыского назначается студентам механико-математического факультета Пермского государственного университета (по решению Ученого совета университета сроком на один семестр за особые успехи в учебной и научной деятельности).

## Основные работы
- «Сходящиеся последовательности римановых поверхностей» (1948);
- «Проблема типа односвязной римановой поверхности» (1950);
- «Квазиконфорные отображения» (1954).